# Slut Girl
Slut Girl (jap. スラッと女, surattu onna) ist eine Manga-Serie des japanischen Zeichners Isutoshi (unter anderem auch Tende Freeze). Sie enthält Pornografie (Hentai) und auch humoristische Elemente. Die Hauptfigur des Mangas ist die junge Frau Sayoko, die sich im Tausch gegen sexuelle Gefälligkeiten von einem eher willensschwachen Mann aushalten lässt. Ein Großteil seines Einkommens verwendet sie für Glücksspiel oder Feiern, während er sich langsam im Laufe der Handlung von ihr emanzipiert.
Der Manga verhalf dem Zeichner Isutoshi zum Durchbruch, der daraufhin auch für auflagenstarke Manga-Magazine wie dem Afternoon zeichnete.

## Veröffentlichungen
Der Manga erschien in Japan 1999 als Sammelband beim Verlag Fujimi Shuppan. Von 2000 bis 2005 kam der Manga in den Vereinigten Staaten in sechs Ausgaben beim Verlag Eros Comix (ein Label von Fantagraphics Books). 2005 folgte beim selben Verlag ein Sammelband, in dem alle sechs Ausgaben abgedruckt waren. In Deutschland wurden die ersten drei Episoden im Juni 2001 vom Verlag Manga Sutra in einem 88-seitigen Band veröffentlicht.

## Rezeption
Derek Guder lobte in Jason Thompsons Band Manga. The Complete Guide die „ausdrucksstarken“ und „markanten“ Zeichnungen und lobte, dass nicht nur die Frauen den Manga gut machten, sondern auch der wiederkehrende Humor. „Die Handlungsstränge werden durch komische Pointen hochgespielt und ein Lachen kann man sich bei den Gesichtsausdrücken der Figuren nicht verkneifen.“